# Шунково (Тверская область)
Шунково — деревня  в Вышневолоцком городском округе Тверской области.

## География
Деревня находится в центральной части Тверской области, в зоне хвойно-широколиственных лесов, в пределах Вышневолоцкой низины, на расстоянии примерно 18 километров от Вышнего Волочка, административного центра округа.

### Климат
Климат характеризуется как умеренно континентальный, с относительно мягкой зимой и прохладным влажным летом. Средняя температура воздуха самого холодного месяца (января) — −9,5 — −10 °C; самого тёплого месяца (июля) — 17 — 17,5 °C. Безморозный период длится около 120 дней. Годовое количество атмосферных осадков составляет в среднем 550—600 мм, из которых большая часть (350—400 мм) выпадает в период с апреля по октябрь. Снежный покров держится в течение 140—150 дней.

## История
По описанию 1859 года — деревня казённая при колодцах, насчитывала 8 дворов, в которых проживало 46 жителей (21 мужского пола и 25 женского).
До упразднения в 2019 году входила в состав  Зеленогорского сельского поселения.

## Население
| 2008 | 2010 |
| ---- | ---- |
| 11   | ↘1   |

## Инфраструктура
Личное подсобное хозяйство с зоной сельскохозяйственного использования, индивидуальная застройка усадебного типа.

## Транспорт
Просёлочные дороги. 